# 杜拜千禧
杜拜千禧（Dubai Millennium）是在英國訓練的純種競賽馬匹，競賽生涯中十戰九捷，深得馬主穆罕默德酋長喜愛。它最大的成就就是為高多芬集團勝出千禧年的杜拜世界盃和威爾斯親王錦標。

## 競賽生涯

### 2歲
10月28日在雅勿夫馬場舉行的South Norfolk Caterers Maiden錦標出戰，當時的獨贏賠率為1.4倍，大勝5個馬位，取得第一場勝利。

### 3歲
經過半年的休息後，杜拜千禧的首場比賽是5月3日在唐加士達馬場舉行的Doncaster Racecourse Sponsorship Club Conditions錦標，出馬4匹中大勝9個馬位。15日後，在古活馬場舉行的一場表列賽Compass Uk Leisure Predominate錦標，亦能大勝3 1/2個馬位。由於杜拜千禧在頭三場賽事中俱大勝而回，被捧成6倍的大熱門姿態出戰葉森打比這場歐洲最重要的三歲賽事，可惜在16匹馬中只能以第9名過終點。杜拜千禧其後出征法國隆尚馬場的二級賽尤金亞當錦標，以三個身位擊敗對手。8月15日首次與較年長的馬匹交手，出戰在多維爾馬場舉行的傑克莫華大賽，在1哩的賽事中，以2 1/2個馬位之差擊敗機靈駒。返回英國後，在雅士谷馬場舉行的女皇伊利沙伯二世錦標，輕鬆拋離6個馬位，連勝兩場一級賽後，杜拜千禧休息了一段時間。

### 4歲
在詩柏馬場上舉行的麥通第三輪挑戰賽中初跑沙地輕勝而回。在萬眾矚目的千禧年杜拜世界盃中以6個馬位大勝兼1分59秒50打破了場地紀錄時間，蹄下敗將包括香港一代馬王原居民。其後在威爾斯親王錦標改為庇利策騎，再以8個馬位大勝。油王穆罕默德酋長隨即為愛駒向當時歐洲最佳三歲雄馬望族下600萬美元的挑戰書，但是杜拜千禧在操練期間足部骨折被迫退役，哄動一時的單挑大戰最終未能成事。在治療好腳患後，杜拜千禧成為配種馬。
在態況中，杜拜千禧的評分被評為140分，與勇舞、海都之星和識價多匹一代名駒睇齊，是高多芬集團擁有的馬匹中最高，比1999年世界錦標巡迴賽冠軍兼七勝一級賽的多樂美（138分）還要高。

## 配種馬生涯
杜拜千禧首年在Dalham Hall Stud配種，但是在配種期間意外染上Grass sickness，在2001年4月29日因夭乏術。

## 配種馬成績
- 杜拜威（愛爾蘭國家錦標、愛爾蘭二千堅尼、傑克莫華大賽）
- Echo Of Light（韋士登錦標、夏日一哩錦標、拜倫錦標、史德素錦標）

## 外部連結
- 血統表 （页面存档备份，存于）